# Pronunciamiento
Un pronunciamiento es una forma específica de rebelión militar, característica del siglo XIX en los países hispanos y lusos, que pretende el derrocamiento del gobierno o el cambio de régimen político. Consistía en el levantamiento de una o varias unidades militares a cuyo frente se situaba un militar de prestigio que se «pronunciaba» en contra de una situación política determinada y hacía un llamamiento al resto de unidades militares para que se le sumaran o no se le opusieran. Si conseguía esto el objeto de la sublevación se alcanzaba sin derramamiento de sangre. En ocasiones el «pronunciamiento» podía contar con la complicidad del poder político establecido o de parte de él. Al parecer el término pronunciamiento fue utilizado por primera vez en España en 1820 en la rebelión del comandante Rafael del Riego, aunque el primer pronunciamiento español fue el del general Elío en 1814 por el que se restauró la monarquía absoluta de Fernando VII. Por otro lado, el pronunciamiento sería una forma peculiar de pretorianismo y de militarismo. En ocasiones no es fácil distinguir entre pronunciamiento y golpe de Estado.

## Concepto

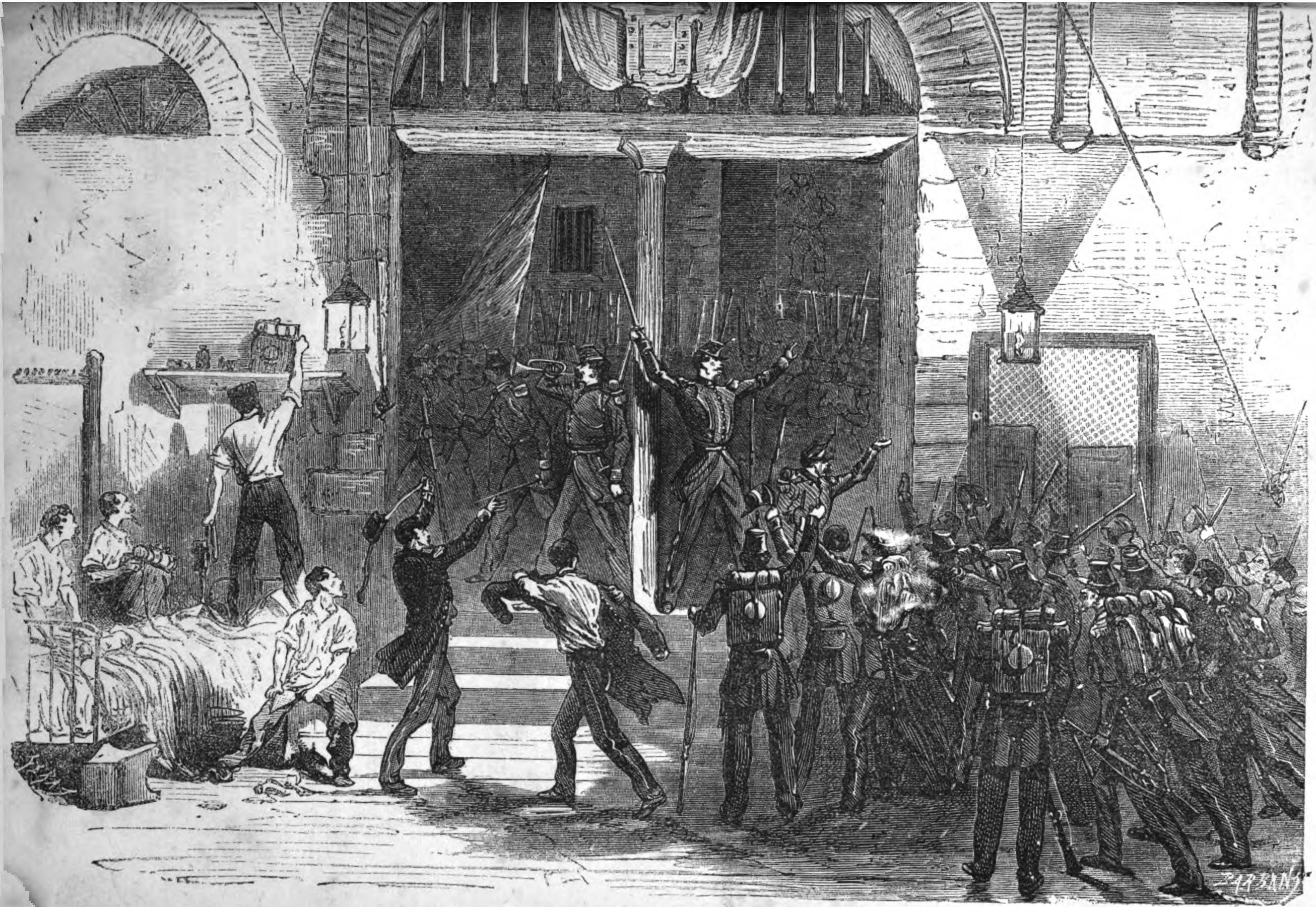
Pronunciamento en Lisboa.

El historiador español Eduardo González Calleja ha definido el pronunciamiento de la siguiente forma:

Rebeldía o sublevación militar que busca el apoyo de un sector de las fuerzas armadas, de las organizaciones políticas y de la opinión pública, y pretende la conquista del poder, o la rectificación de la política gubernamental, mediante una acción militar preferentemente indirecta e incruenta sobre un poder debilitado o cómplice.

La primera referencia escrita del término «pronunciamiento» apareció en un artículo publicado el 2 de febrero de 1820 en la Gaceta Patriótica del Ejército Nacional, el periódico portavoz del teniente coronel Rafael del Riego cuando su sublevación aún no había triunfado, con el título «Consideraciones sobre la conducta observada por el Ejército nacional después de su glorioso pronunciamiento». El término derivaría del «acto realizado por un jefe militar al pronunciarse —es decir, al tomar partido mediante una proclama o arenga dirigida a sus hombres— sobre la necesidad de llevar a cabo un cambio político por el bien de la patria», afirma Juan Francisco Fuentes.
Por su parte Julio Aróstegui ha destacado que el pronunciamiento clásico era una «acción vicaria» del Ejército, pues no era este como corporación el que pretendía hacerse con el poder, «sino que actuaba al servicio de una determinada idea política que podía encarnar un general concreto que se hacía con el poder en nombre de un partido». En el caso español, salvo los pronunciamientos liberales del reinado de Fernando VII que pretendían acabar con el absolutismo, «en el largo periodo de 1833-1874 no se discutía en general a través del pronunciamiento militar el régimen o el sistema político, no se ponía en cuestión el orden político mismo existente, se intentaba solo forzar determinadas "situaciones" partidistas, aun cuando se hablase de "revolución", como en septiembre de 1868, y no cuestionaba el orden social existente».
González Calleja ha definido las siguientes etapas en un pronunciamiento típico: «un complot cívicomilitar; la obtención de "compromisos" por parte de otros mandos militares; las "obras" de preparación y organización; un "grito" o declaración directa, a veces en forma de programa o manifiesto donde el pronunciado intenta erigirse en portavoz de las aspiraciones mayoritarias de la sociedad o de la corporación castrense; y, por último, la intervención velada e indirecta mediante presiones o amenazas al gobierno, o la conquista del poder».

### Diferencias entre pronunciamiento y golpe de Estado
Según Edward Luttwak, en el golpe de Estado una facción rebelde que controla a algunos elementos de las fuerzas armadas toma el control del Estado mediante un movimiento repentino, organizado y ejecutado furtivamente, mientras que en un pronunciamiento un grupo de oficiales militares declara «públicamente» su oposición al gobierno de turno (es decir, el jefe de gobierno y su gabinete, que pueden ser civiles electos legalmente o bien el resultado de un golpe de Estado anterior). Los rebeldes esperan entonces que el resto de las fuerzas armadas se declaren a favor o en contra de ese gobierno. En general, un pronunciamiento está precedido por un periodo de preparación, durante el cual los rebeldes sondean cuántos oficiales comparten sus puntos de vista y están dispuestos a acompañarlos.
Según el historiador español Juan Francisco Fuentes, la clave que define el golpe de Estado «está en que la acción se produzca sobre el centro neurálgico del régimen político que se pretende derribar» como en el 18 Brumario de Napoleón Bonaparte, «paradigma del golpe de Estado» («aquel día, el joven general Bonaparte irrumpió al frente de un pelotón de granaderos en el Parlamento francés, abolió el régimen del Directorio y se hizo con el poder en calidad de primer cónsul»), mientras que «el pronunciamiento tiene casi siempre por escenario un punto de la periferia en el que se subleva una guarnición o una unidad militar con la esperanza de provocar una reacción en cadena en el resto del Ejército y finalmente la caída del Gobierno o del régimen». Y ahí reside una segunda diferencia: «mientras el golpe de Estado suele tener un desenlace rápido en un sentido o en otro, el pronunciamiento abre un compás de espera durante el cual los sublevados cuentan con sumar adeptos y estrechar el cerco en torno al poder. Su localización periférica comporta, pues, un hándicap logístico para el Gobierno que se traduce en una ventaja temporal para sus adversarios. Así sucedió con el pronunciamiento por excelencia, el del teniente coronel —pronto general— Rafael del Riego». Cumplió «las tres premisas inexcusables» de todo pronunciamiento: «la lejanía de la capital, la lectura de un bando o manifiesto y la existencia de un caudillo».
En ocasiones no es fácil distinguir entre pronunciamiento y golpe de Estado, como en el caso de la sublevación del general Miguel Primo de Rivera en septiembre de 1923 que se suele calificar como golpe de Estado, mientras que hay historiadores, como Juan Francisco Fuentes, que lo consideran «un pronunciamiento de libro». En lo que sí existe consenso es en no considerar la sublevación de julio de 1936 como un pronunciamiento, «por más que la rebelión del Ejército de África pudiera encajar en ese modelo, tanto por su lejanía de la capital como por servir de detonante a una reacción en cadena».

## Pronunciamientos en España

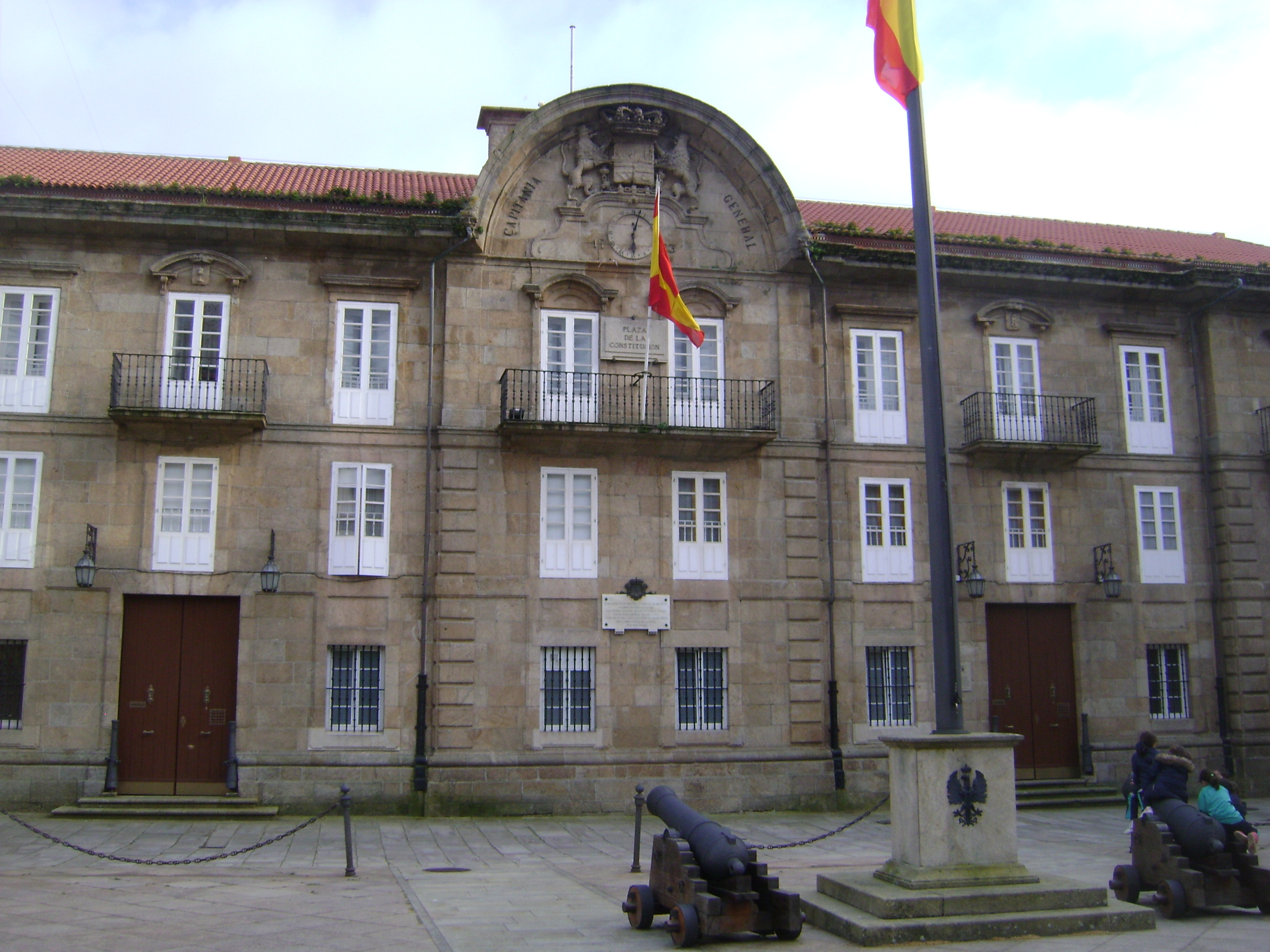
Desde la Capitanía General de La Coruña, ocupada por hombres como Lacy y Espoz y Mina se apoyarán los diversos pronunciamientos progresistas que tuvieron lugar durante el s XIX.

El primer pronunciamiento que se produjo en España fue el pronunciamiento de Elío de 1814 que restauró la monarquía absoluta de Fernando VII. En los años siguientes se produjeron cinco pronunciamientos fracasados de signo liberal que pretendían restablecer la monarquía constitucional de la Constitución de 1812. Fueron los pronunciamientos de Francisco Espoz y Mina (Pamplona, 1814), de Juan Díaz Porlier (La Coruña, 1815), de Vicente Richart (también conocido como "La Conspiración del Triángulo", 1816), de Luis Lacy (Barcelona, 1817) y de Joaquín Vidal (Valencia, 1819). El sexto pronunciamiento sí que triunfó dando paso al Trienio Liberal. Fue el pronunciamiento de Riego, iniciado el 1 de enero de 1820. Al final de la década ominosa que sucedió al Trienio Liberal tuvo lugar el fracasado pronunciamiento de Torrijos de signo liberal (1831).
Durante los primeros años del reinado de Isabel II se produjeron varios pronunciamientos progresistas que fracasaron hasta que triunfó el pronunciamiento de 1854 que dio paso al bienio progresista. Otro pronunciamiento exitoso, precedido por otros fracasados encabezados por el general Juan Prim, fue el que puso fin al reinado de Isabel II y dio paso al Sexenio Democrático. Fue la rebelión de septiembre de 1868 dirigida por los generales Prim y Serrano.
Al Sexenio Democrático —y a la Primera República Española— le puso fin el pronunciamiento de Sagunto del General Martínez Campos el 29 de diciembre de 1874, que dio paso a la Restauración borbónica en España. En el inicio de este periodo hubo varios pronunciamientos republicanos fracasados organizados desde el exilio por Manuel Ruiz Zorrilla. El último tuvo lugar en 1886 (protagonizado por el general Manuel Villacampa) y fue el que cerró «la gran era de los pronunciamientos».
«El caldo de cultivo de tanto pronunciamiento eran las deficientes condiciones materiales y profesionales en las que se desarrollaba la carrera militar. [...] El final del ciclo bélico iniciado en 1808 (Guerra de la Independencia, insurrección colonial en América y primera guerra carlista) agravó el problema del exceso de mandos, de las pobres perspectivas de la carrera militar y de las penurias presupuestarias del Estado constitucional».

## Pronunciamientos en América Latina y fuera del mundo iberoamericano
En México, donde tales declaraciones solían ser muy detalladas, formales y publicadas como textos escritos, recibían el nombre de "planes". Otro ejemplo en América Latina es el pronunciamiento de Urquiza.
En Chile, el golpe de Estado de Augusto Pinochet de 1973 es descrito, por algunos de sus partidarios, como un pronunciamiento de las Fuerzas Armadas en contra del gobierno de Salvador Allende.
Existen acontecimientos fuera del mundo iberoamericano al cual se les han calificado de pronunciamiento; en algunos casos la tipología coincide con la del pronunciamiento aunque no sea común el uso de ese término; en otros el término se ha usado aunque no sigue estrictamente las condiciones de un pronunciamiento clásico. Entre otros, incluyen:
- el pronunciamiento de Goudi, golpe de la Liga Militar griega para llamar al poder el líder radicaldemócrata Eleftherios Venizelos;
- el llamamiento de 18 junio por el General Charles de Gaulle en 1940, en contra del nuevo régimen de Vichy;[11]
- el putsch de los generales  Argel, 1961), maniobra calificada de pronunciamiento por el interesado, el propio Presidente General de Gaulle;[12]
- los 'memorandumes' militares turcos, con objeto de eliminar del poder el primer ministro (Suleyman Demirel en 1971 por parte de oficiales nacionalistas, y Necmettin Erbakan en 1997 por parte de oficiales liberales).